# 迈斯博恩
迈斯博恩是德国莱茵兰-普法尔茨州的一个市镇。总面积1.47平方公里，总人口127人，其中男性63人，女性64人（2011年12月31日），人口密度86人/平方公里。